# Crematogaster tetracantha
Crematogaster tetracantha is een mierensoort uit de onderfamilie van de Myrmicinae. De wetenschappelijke naam van de soort is voor het eerst geldig gepubliceerd in 1887 door Carlo Emery. Odoardo Beccari had in Nieuw-Guinea een exemplaar van deze soort verzameld.